# Naissance en 1437
Naissance
- 1433
- 1434
- 1435
- 1436
- 1437
- 1438
- 1439
- 1440
- 1441

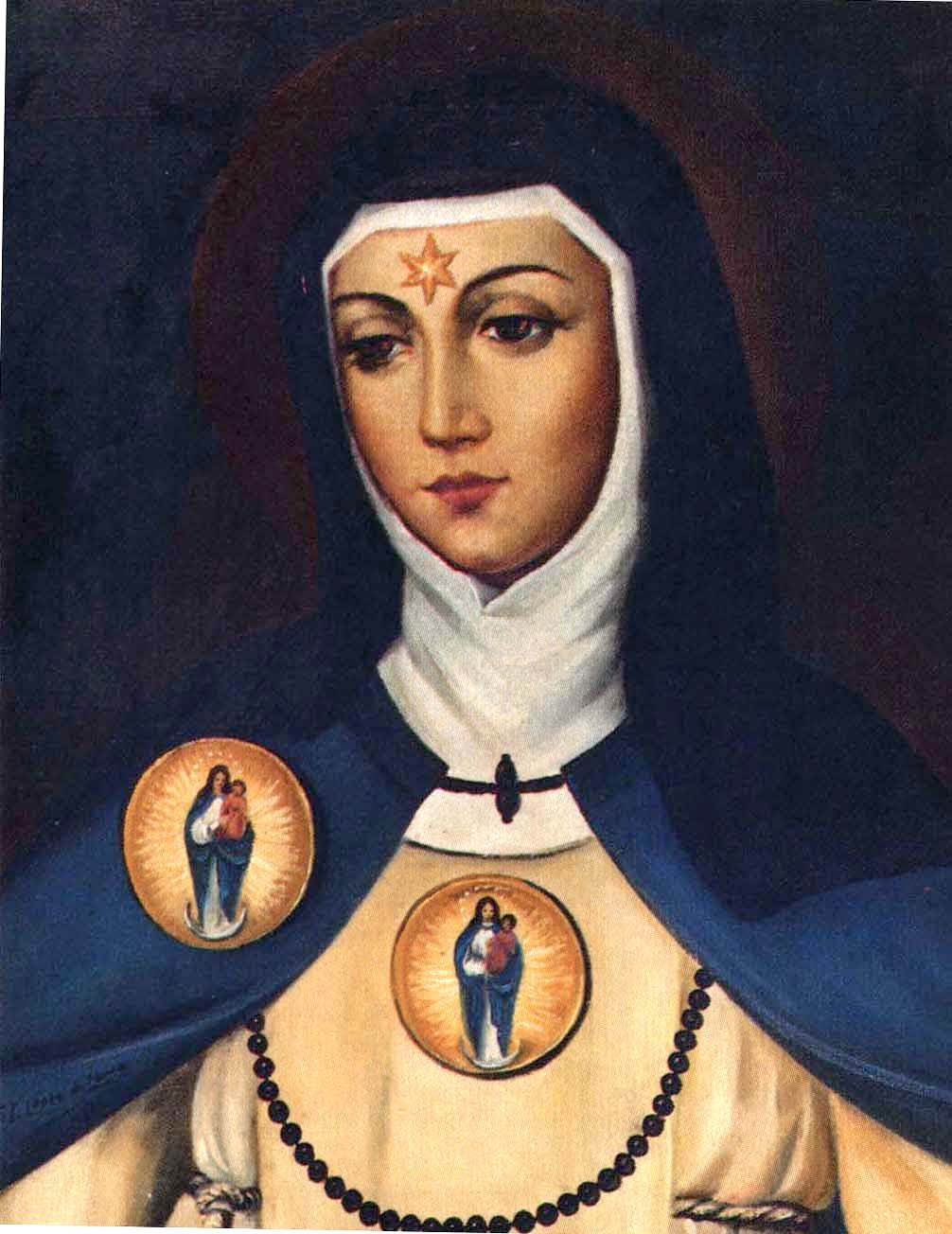
Beatriz da Silva, née en 1437.

Cette page dresse une liste de personnalités nées au cours de l'année 1437  :
- 14 février : Jean de Laval, fils de Guy XIV de Laval.
- 5 avril : Pierre de Blarru, clerc et homme d'Église lorrain, chanoine de l'Insigne église de Saint-Dié, poète et lettrés humaniste.
- 4 octobre : Jean IV de Bavière, duc corégent de Bavière-Munich.

- Isaac Abravanel, homme d’État, philosophe, commentateur biblique, et financier juif.
- Filippo Buonaccorsi, humaniste italien réfugié en Pologne, historien et écrivain de langue latine, conseiller politique et diplomate.
- Beatriz da Silva, aristocrate portugaise, qui a fondé l'ordre de l'Immaculée Conception.
- Ambrosino da Tormoli, peintre italien spécialisé dans la peinture sur verre.
- Isabelle de Bourbon, comtesse de Charolais.
- Francesco di Simone Ferrucci, sculpteur italien.
- Élisabeth Woodville, reine consort d'Angleterre par son mariage avec le roi Édouard IV d'Angleterre.
- Hatakeyama Yoshinari, samouraï et seigneur féodal (daimyo) japonais de l'époque  Muromachi.

## Crédit d'auteurs
- Cet article est partiellement ou en totalité issu de l'article intitulé « 1437 » (voir la liste des auteurs).